# Зенит Ирфан
Зенит Ирфан е първата пакистанска жена мотоциклетистка, карала през Пакистан.  Вдъхновена е да направи това от баща си, който мечтае да обиколи света с мотора си, но умира едва на 34 години. Зенит решава да изпълни мечтата му.
„Направих това за баща си и все още го правя за него. За мен ходенето и карането през Пакистан е духовно начинание“, споделя Ирфан.

## Кариера
През 2013 г. Султан, по-малкият брат на Зенит, купува мотоциклет и Зенит започна да се учи да управлява превозното средство от него, практикувайки в родния им град. „Карах единствено в града и знаех само основите на карането на мотор“, казва тя.
През август 2015 г. Зенит Ирфан изминава 3200 километра от Лахор през Северен Пакистан до прохода Хунджераб, който граничи с Китай. Смята се, че тя е първата жена мотоциклетистка, пътувала през Пакистан. Оттогава Ирфан е направила две пътувания, като се е качила в Хайбер Пахтунхва и Гилгит Балтистан, изминавайки общо 20 000 километра с мотора си.
Поддържа фотоблогът „Zenith Irfan“ във Facebook, на който документира пътуванията си.

## Филм
През 2018 г., Аднан Сарвар създава биографичен материал за пътуването ѝ, наречен Motorcycle Girl. Сохай Али Абро играе ролята на Ирфан, а в ролите участват още Самина Пеерзада и Али Казми.  Ирфан коментира, че това не трябва да се разглежда единствено като филм, а по-скоро като „мечта, която баща ми имаше и се надяваше да се движи по света с мотоциклет“.